# USS Dorsey (DD-117)
USS Dorsey (DD–117), là một tàu khu trục thuộc lớp Wickes của Hải quân Hoa Kỳ trong giai đoạn Chiến tranh Thế giới thứ nhất sau cải biến thành một tàu quét mìn cao tốc với ký hiệu lườn DMS-1 và tiếp tục phục vụ trong Chiến tranh Thế giới thứ hai. Nó là chiếc tàu chiến duy nhất của Hải quân Hoa Kỳ được đặt tên theo John Dorsey (1780-1804), một sĩ quan Hải quân Hoa Kỳ tử trận trong cuộc Chiến tranh Barbary thứ nhất.

## Thiết kế và chế tạo
Dorsey được đặt lườn vào ngày 18 tháng 9 năm 1917 tại xưởng tàu của hãng William Cramp & Sons ở Philadelphia, Pennsylvania. Nó được hạ thủy vào ngày 9 tháng 4 năm 1918, được đỡ đầu bởi bà A. Means, người họ hàng với John Dorsey, và được đưa ra hoạt động vào ngày 16 tháng 9 năm 1918 dưới quyền chỉ huy của Hạm trưởng, Trung tá Hải quân G. F. Neal.

## Lịch sử hoạt động

### Giữa hai cuộc thế chiến
Dorsey lên đường cùng một đoàn tàu buôn từ Philadelphia vào ngày 20 tháng 9 năm 1918 để hộ tống chúng đến Ireland, rồi quay trở về New York vào ngày 19 tháng 10. Từ ngày 28 tháng 10 đến ngày 20 tháng 11, nó làm nhiệm vụ hộ tống tại khu vực quần đảo Azore, rồi hoạt động tại chỗ ngoài khơi New York cho đến ngày 13 tháng 1 năm 1919, khi nó lên đường thực hành tác xạ và cơ động hạm đội tại vùng biển Cuba, và quay trở về vào ngày 2 tháng 3. Ba ngày sau, nó lên đường để hộ tống cho chiếc George Washington đưa Tổng thống Woodrow Wilson đi Châu Âu đến tận Azore, rồi quay về vịnh Guantánamo, Cuba vào ngày 21 tháng 3 để tham gia cơ động hạm đội.
Dorsey rời vịnh Guantánamo vào ngày 9 tháng 4 năm 1919, và đi đến Valletta, Malta vào ngày 26 tháng 4 để trình diện hoạt động cùng Tư lệnh Hải đội Adriatic. Nó làm nhiệm vụ thực thi các điều khoản của Thỏa thuận ngừng bắn với Áo, và phục vụ tại khu vực Địa Trung Hải cho đến ngày 9 tháng 7, khi nó lên đường quay trở về New York, đến nơi vào ngày 21 tháng 7. Nó khởi hành từ New York cùng với đội của nó vào ngày 17 tháng 9 năm 1919 để đi sang vùng bờ Tây, đi đến San Diego vào ngày 12 tháng 10, tham gia các cuộc cơ động hạm đội tại vùng kênh đào Panama và hoạt động cùng thủy phi cơ tại Valparaíso, Chile, cho đến khi nó rời San Diego vào ngày 25 tháng 6 năm 1921 để gia nhập Hạm đội Á Châu.
Dorsey đi đến Cavite, quần đảo Philippine, vào ngày 24 tháng 8 năm 1921, và phục vụ vào việc thực hành thử nghiệm tàu ngầm cũng như tác xạ tầm xa và ngư lôi. Ngày 3 tháng 6 năm 1922, nó khởi hành từ Manila cho hành trình đi Thượng Hải và Yên Đài, Trung Quốc; Nagasaki, Nhật Bản, và Trân Châu Cảng để đi đến San Francisco, đến nơi vào ngày 2 tháng 10. Nó được cho xuất biên chế tại San Diego vào ngày 9 tháng 3 năm 1923 và đưa về lực lượng dự bị.
Dorsey được cho nhập biên chế trở lại vào ngày 1 tháng 3 năm 1930, và hoạt động tại vùng bờ Tây, vùng kênh đào và vùng biển quần đảo Hawaii, phục vụ như tàu hộ tống cho tàu sân bay đồng thời tham gia các cuộc cơ động chiến thuật của hạm đội. Từ ngày 10 đến ngày 29 tháng 6 năm 1935, nó đi vào Xưởng hải quân Mare Island để lắp đặt thiết bị cho vai trò mới như một tàu kéo mục tiêu thực tập. Dorsey tiếp tục hoạt động từ căn cứ San Diego, hoạt động như tàu kéo mục tiêu tốc độ cao cho các cuộc thực tập dọc bờ Tây và vùng kênh đào, và từ ngày 29 tháng 12 năm 1938 đến ngày 25 tháng 4 năm 1939 tại vùng biển Caribe. Từ ngày 3 tháng 7 năm 1940, nó được cho đặt căn cứ tại Trân Châu Cảng. Dorsey đi vào Xưởng hải quân Trân Châu Cảng vào ngày 6 tháng 11 để được cải biến thành một tàu quét mìn cao tốc, và được xếp lại lớp với ký hiệu lườn mới DMS-1 vào ngày 19 tháng 11 năm 1940.

### Thế Chiến II
Khi Hải quân Nhật Bản tấn công Trân Châu Cảng vào ngày 7 tháng 12 năm 1941, Dorsey đang ở ngoài khơi cùng Lực lượng Đặc nhiệm 3 hướng đến đảo Johnson. Lực lượng quay trở về căn cứ vào ngày 9 tháng 12, và chiếc tàu quét mìn được phân vào Lực lượng Tiền duyên Hawaii làm nhiệm vụ tuần tra, hộ tống tại chỗ và huấn luyện. Ngoài một đợt đại tu tại San Francisco từ ngày 1 tháng 1 đến ngày 11 tháng 2 năm 1943, nó tiếp tục làm nhiệm vụ này cho đến ngày 24 tháng 9 năm 1943.
Sau khi hộ tống các đoàn tàu vận tải đi đến Efate, New Hebrides và Noumea, Nouvelle-Calédonie, Dorsey lên đường đi đến quần đảo Solomon cho các hoạt động tuần tra và quét mìn. Nó càn quét và tuần tra ngoài khơi mũi Torokina, Bougainville, bảo vệ các tàu vận tải trong cuộc đổ bộ vào ngày 1 tháng 11, quay trở lại vào các ngày 8 và 13 tháng 11 cùng các tàu vận chuyển lực lượng tăng cường và tiếp liệu. Nó hộ tống các đoàn tàu từ căn cứ của nó ở Port Purvis đến Noumea cho đến ngày 29 tháng 3 năm 1944, rồi hộ tống các tàu vận chuyển đi lại giữa Port Purvis, Kwajalein, Manus và New Georgia cho đến khi nó đi đến Majuro vào ngày 12 tháng 5 làm nhiệm vụ kéo mục tiêu tốc độ cao trong các hoạt động huấn luyện. Từ ngày 20 tháng 6 đến ngày 9 tháng 7, nó bảo vệ các đoàn tàu đi lại giữa Kwajalein và Eniwetok, rồi tháp tùng tàu sân bay hộ tống Makin Island quay trở lại Trân Châu Cảng và tiếp tục đi đến San Francisco để đại tu.
Quay trở lại Trân Châu Cảng vào ngày 1 tháng 10 năm 1944, Dorsey làm nhiệm vụ kéo mục tiêu huấn luyện và tham gia các thử nghiệm quét mìn cho đến ngày 9 tháng 11, khi nó hộ tống đoàn tàu vận tải đi Port Purvis. Vào ngày 1 tháng 12, nó đi đến Manus thực hiện hoạt động quét mìn cho đến ngày 23 tháng 12. Tiếp tục đi đến vịnh San Pedro, Leyte, Dorsey khởi hành vào ngày 2 tháng 1 năm 1945 cho cuộc tấn công chiếm vịnh Lingayen. Trong hoạt động quét mìn chuẩn bị, nó đánh trả nhiều cuộc không kích đồng thời cứu vớt những người sống sót từ chiếc LCI(G)-70.
Dorsey đi đến ngoài khơi Iwo Jima vào ngày 16 tháng 2 năm 1945 cho hoạt động quét mìn chuẩn bị. Nó tuần tra tại khu vực này cho đến khi đổ bộ, và đã kéo chiếc Gamble đến vùng an toàn vào ngày 18 tháng 2,. Nó khởi hành từ Iwo Jima vào ngày 1 tháng 3 để đi Ulithi nhằm chuẩn bị cho việc chiếm đóng Okinawa, đến nơi vào ngày 25 tháng 3 để bắt đầu hoạt động quét mìn. Vào ngày 27 tháng 3, nó bị một máy bay tấn công cảm tử kamikaze đâm sượt qua, làm ba thành viên thủy thủ đoàn thiệt mạng và hai người khác bị thương. Con tàu tiếp tục ở lại tiền phương, làm nhiệm vụ bảo vệ tàu bè trong cuộc đổ bộ vào ngày 1 tháng 4, và tuần tra cho đến ngày 4 tháng 4, khi nó lên đường quay về Trân Châu Cảng để sửa chữa những hư hại trong chiến đấu.
Quay trở lại Okinawa vào ngày 1 tháng 7 năm 1945, Dorsey tham gia đơn vị quét mìn hoạt động phối hợp cùng các cuộc không kích do Đệ Tam hạm đội tiến hành xuống các đảo chính quốc Nhật Bản. Nó khởi hành vào ngày 14 tháng 9 cho nhiệm vụ quét mìn tại eo biển Van Diemen, quay trở lại Okinawa năm ngày sau đó. Vào ngày 9 tháng 10, nó bị mắc cạn do một cơn bão mạnh. Được cho ngừng hoạt động vào ngày 8 tháng 12 năm 1945, xác tàu của nó bị phá hủy vào ngày 1 tháng 1 năm 1946.

## Phần thưởng
Dorsey được tặng thưởng sáu Ngôi sao Chiến trận do thành tích phục vụ trong Thế Chiến II.